# Diecezja Nola
Diecezja Nola – łac. Dioecesis Nolana – diecezja Kościoła rzymskokatolickiego we Włoszech, w metropolii Neapolu, w regionie kościelnym Kampania.
Została erygowana w II wieku.

## Biskupi diecezjalni (od XX wieku)
- Agnello Renzullo (1890–1924)
- Egisto Domenico Melchiori (1924–1934)
- Michele Raffaele Camerlengo (1935–1951)
- Adolfo Binni (1952–1971)
- Guerino Grimaldi (1971–1982)
- Giuseppe Costanzo (1982–1989)
- Umberto Tramma (1990–1999)
- Beniamino Depalma (1999–2016)
- Francesco Marino (od 2016)[1]